# Red Beach
La ville de Red Beach est une banlieue de la cité d’Auckland, bordée d’une plage du même nom, située sur la côte des Hibiscus dans l’île du Nord de la Nouvelle-Zélande.

## Situation
Elle est située à la base de la péninsule de Whangaparaoa.
La banlieue de Silverdale, est au sud-ouest, et celle d’Orewa au nord.
La plage est située sur le golfe de Hauraki et la banlieue est limitée par 2 estuaires: celui du fleuve Weiti vers le sud et celui du fleuve Orewa vers le nord.

## Population
La population était de 6 432 habitants lors du recensement de 2013 en Nouvelle-Zélande, en augmentation de 525 résidents par rapport à 2006.

## Accès
La ‘Hibiscus Coast Highway’ passe à travers la banlieue.
C’était autrefois une partie de la State Highway 1/S H 1 et ensuite la route State Highway 17/S H17 (en).
La majorité du trafic de la route nationale passe maintenant par l’autoroute : Northern Motorway plus à l’intérieur et l’autoroute a été renommée « State Highway », quand une extension fut terminée en 2009.
En 2016, toutes les routes d’accès pour le reste de la péninsule de Whangaparaoa, passent à travers la banlieue.

## Paysage et attractions
Les attractions réputées comprennent:
- Le « Red Beach Surf Club »
- Le « Golf Club de la Péninsule »
- La « Vue sur Totara »
- Panorama Views

## Évènements annuels
- le gala de la “Red Beach School”
- “Streetlight Compétition”

## Éducation
- L’école de ‘Red Beach’ est une école contribuant au primaire, allant de l’année 1 à 6 avec un taux de décile de 9 et un effectif de 643 élèves[3].

L’école fut ouverte en 1989 couvrant les années 1 à 8, mais il y eut une réduction ses amplitudes d’âges d’admission, quand l’école ‘Hibiscus Coast Intermediate’ ouvrit en 1997 (l’école intermédiaire devint ensuite une partie du collège de Whangaparaoa (en).
- L’école ‘KingsWay’ est une école composite intégrée au système public, allant de l’année 1 à 13, avec un taux de décile de 10 et un effectif de 968 élèves[5].

L’école fournit une éducation non confessionnelle mais à base chrétienne.
Les 2 écoles sont mixtes.